# Incel
Incel, célin  o íncel  (acrónimo de la expresión inglesa involuntary celibate, 'célibe involuntario'), es una subcultura que se manifiesta como comunidades virtuales de hombres que dicen ser incapaces de tener relaciones románticas y/o relaciones sexuales con mujeres, como sería su deseo. En muchos casos, tampoco se relacionan con las mujeres con las que se obsesionan, e incluso muchas de las víctimas de agresiones que han logrado sobrevivir reconocen que no conocían al victimario. Las discusiones que se producen en los foros inceles se caracterizan por la misoginia, el resentimiento, la misantropía, y la apología de la violencia contra las mujeres y contra los hombres que se suponen sexualmente activos. En artículos académicos y de prensa se ha relacionado políticamente a la subcultura incel con la extrema derecha o con la autodenominada derecha alternativa. La subcultura incel está inserta en el aceleracionismo de tendencia neonazi. El Southern Poverty Law Center describió la subcultura como "parte del ecosistema de la supremacía masculina presente en internet" que se incluye en su lista de grupos de odio. Las estimaciones sobre el tamaño global de la subcultura varían mucho, desde miles hasta cientos de miles de individuos.
Varios ataques y asesinatos en masa han sido cometidos desde 2009 por hombres que se han autoidentificado como inceles, o que habían mencionado nombres y escritos relacionados con dicha comunidad en sus escritos privados o en publicaciones de Internet. Las comunidades incel han sido criticadas por los investigadores y los medios de comunicación por ser misóginas, fomentar la violencia, difundir opiniones extremistas y radicalizar a sus miembros. A partir de 2018, la ideología incel se ha descrito cada vez más como una amenaza terrorista, y un ataque de febrero de 2020 en Toronto (Canadá) se convirtió en el primer caso de violencia supuestamente relacionada con los inceles que se procesó como un acto de terrorismo.

## Historia
La primera referencia del término incel se encuentra en un blog creado por una estudiante universitaria canadiense, identificada solo por su nombre, Alana, en 1997. El sitio web, titulado 'Proyecto de celibato involuntario de Alana', fue utilizado por personas de ambos sexos para compartir sus pensamientos y experiencias. En 1997 comenzó una lista de correo sobre el tema que usaba la abreviatura INVCEL, que luego se acortó a 'incel', para 'cualquier persona de cualquier sexo que se sintiera sola, que nunca hubiera tenido relaciones sexuales o que no hubiera tenido una relación en mucho tiempo'. Durante su carrera universitaria y después, Alana se dio cuenta de que era transgénero y se sintió más cómoda con su identidad. Dejó de participar en el proyecto alrededor del año 2000 y le dio el sitio a un extraño. En 2018, Alana dijo: 'Definitivamente no era un grupo de hombres que culpaban a las mujeres por sus problemas. Esa es una versión bastante triste de este fenómeno que está sucediendo hoy. Las cosas han cambiado en los últimos 20 años. Cuando leyó sobre los asesinatos de Isla Vista en 2014, y la forma en que partes de la subcultura incel glorificaron al perpetrador, Elliot Rodger, Alana escribió: «como un científico que inventó algo que terminó siendo un arma de guerra, no puedo inventar esta palabra ni restringirla a las personas más amables que la necesitan». Expresó su pesar por el cambio en el uso de su intención original de crear una 'comunidad inclusiva' para personas de todos los géneros que fueron privadas de sexo debido a la incomodidad social, la marginación o las enfermedades mentales.
El sitio love-shy.com se fundó en 2003 como lugar para quienes se sentían perpetuamente rechazados o eran extremadamente tímidos con sus posibles parejas. Fue menos estrictamente moderado que su contraparte, IncelSupport, que también se fundó en la década de 2000. Si bien IncelSupport bienvenía a hombres y mujeres y prohibió las publicaciones misóginas, la base de usuarios de love-shy.com era abrumadoramente masculina. Las comunidades incel se volvieron más extremistas a medida que sus miembros se superpusieron con comunidades de extrema derecha en foros como Reddit y 4Chan, donde eran alentadas las publicaciones extremistas como maniobra para generar visibilidad. Según Bruce Hoffman et al. (2020) en un artículo de Studies in Conflict & Terrorism, a medida que las declaraciones provocadoras y extremistas de los inceles se volvieron más frecuentes, también lo hicieron el troleo y el shitposting como actos de acoso hacia mujeres internautas.
Las comunidades incel se volvieron más extremistas y centradas en la violencia a partir de la década de 2009. Esto se ha atribuido a factores como la influencia de grupos de odio en línea y el resurgimiento de grupos supremacistas blancos y de extrema derecha. La retórica misógina y violenta de algunos inceles ha llevado a numerosas prohibiciones de sitios en línea. El subreddit r/incels, una comunidad incel particularmente activa, fue criticada como un lugar donde los hombres culpaban a las mujeres por su situación, y defendían la violación y otras formas de violencia. El 25 de octubre de 2017, Reddit anunció una nueva política que prohibiría «contenido que aliente, glorifique, incite o pida violencia o daño físico contra un individuo o grupo de personas», y el 7 de noviembre de 2017 eliminó r/incels bajo el ámbito de la política. En el momento de la prohibición, la comunidad tenía alrededor de 40.000 miembros. Las comunidades incel existen en plataformas como 4chan, 8chan, Voat y Gab, así como en foros web creados específicamente para el tema.
En el año 2019, el Departamento de Seguridad Nacional de los Estados Unidos ayudó a financiar una investigación con el objetivo de comprender el movimiento incel misógino. Un año después, un informe del Servicio Secreto de EE. UU. nombró a la misoginia en línea como una fuente preocupante de radicalización para los atacantes masivos. La misoginia violenta atrajo la atención de la administración del presidente Joe Biden como una amenaza creciente. El presidente mismo designó un grupo de trabajo nacional para estudiar "la conexión entre [el acoso en línea a las mujeres], los tiroteos masivos, el extremismo y la violencia contra las mujeres".
En 2021, escribiendo para el think tank Political Research Associates, M. Kelly señaló que los inceles se han involucrado en un doble movimiento. Por un lado, algunos inceles han intentado «replantear y normalizar sus creencias» publicando en blogs, wikis dedicadas al tema y foros que condenan las expresiones abiertas de misoginia de otros inceles, destacando la heterogeneidad de sus comunidades y reencuadrando a los inceles no como una subcultura en línea, sino como una circunstancia de vida que pueden llegar a experimentar individuos que no participan en sus comunidades. Kelly señaló que, por otro lado, estos intentos de redefinición contradecían las autoidentificaciones y estrategias de moderación de las comunidades incel, donde en la práctica los miembros desafían con frecuencia la «legitimidad» de otros usuarios como incel, pero han aceptado como miembros a individuos con experiencia sexual que, no obstante, comparten ideologías políticas similares.

## Ideología
Muchas comunidades incel se caracterizan por el resentimiento y el odio, la autocompasión, el racismo, la misoginia, la misantropía y el narcisismo. Las discusiones a menudo giran en torno a la soledad, la infelicidad, el suicidio y el consumo de prostitución, así como de atributos que consideran mejoradores de la deseabilidad como pareja, como los ingresos o la genética. Algunos incel sostienen que hubo una época dorada donde las parejas se casaban jóvenes, eran estrictamente monógamas y se adherían a roles de género tradicionales. Creen que durante este tiempo, la apariencia física desempeñó un papel menos importante en las relaciones románticas. Si bien los inceles que sostienen esta creencia a menudo no están de acuerdo sobre cuándo ocurrió precisamente esta edad de oro, coinciden en que fue destruida gradualmente por el feminismo, la revolución sexual, la liberación de las mujeres y el progreso tecnológico, particularmente la anticoncepción. Las creencias antisemitas también son comunes en los foros de incel.

### «Píldora roja» y «píldora negra»
La idea de la «píldora roja» (red pill) es una metáfora común entre comunidades de la manosfera, originada en la película de 1999 The Matrix, donde el protagonista debe elegir entre permanecer en un mundo de ilusión (tomando la píldora azul) o ver el mundo como es realmente (tomando la píldora roja). En el contexto de la manosfera, «tomar la píldora roja» (take the red pill) se refiere a asentir a las creencias de la comunidad, como aceptar que el feminismo ha otorgado demasiado poder a las mujeres sobre los hombres y la necesidad de mantener un orden social fundado en la masculinidad hegemónica. La «píldora negra» (black pill) es una extensión de esta metáfora y «tomar la píldora negra» generalmente se refiere a la aceptación de creencias comunes en las comunidades incel, como el determinismo biológico, el fatalismo y el derrotismo para los hombres poco atractivos. La píldora negra ha sido descrita por el corresponsal de la revista estadounidense Vox Zack Beauchamp como «una ideología profundamente sexista que... equivale a un rechazo fundamental de la emancipación sexual de las mujeres, etiquetando a las mujeres como criaturas superficiales y crueles». El término se popularizó en un blog incel donde se afirmaba que el sistema social estaba corrompido y el lugar de sus miembros no era algo que algún individuo pudiera cambiar. Un incel que ha «tomado la píldora negra» adopta la creencia de que no tiene esperanzas y su falta de éxito romántico y sexual es permanente, independientemente de sus decisiones en cuanto apariencia física, personalidad u otras características.
Existe un cierto desacuerdo entre investigadores y periodistas sobre qué creencias forman parte de la «píldora roja» y cuáles son de la «píldora negra». Algunos investigadores y periodistas usan el término «píldora roja» para referirse al conjunto de creencias comúnmente sostenidas por otros grupos de la manosfera como los activistas por los derechos de los hombres, y el término «píldora negra» para resumir la ideología incel. Hoffman et al. han dicho que «tomar la 'píldora negra' es fundamental para la identidad incel, ya que significa reconocer su estatus como una condición permanente». Sin embargo, los investigadores de la Liga Antidifamación (ADL) sostienen que hay incel sustentadores de la píldora roja y otros de la píldora negra. Los primeros sostienen tener la oportunidad de luchar contra el entorno social que, ellos consideran, los desfavorece. Por el contrario, los inceles «píldora negra» son aquellos que creen no poder hacer nada para cambiar su situación. La ADL escribe: «aquí es donde el movimiento incel adquiere características de un culto de la muerte». Aquellos que han tomado la píldora negra se quedan con pocas opciones, afirma la organización: renunciar a la vida (referido por los inceles como «LDAR», una abreviatura en inglés de «acostarse y pudrirse»), morir por suicidio o cometer atentados terroristas.

### Interacción con comunidades relacionadas
Los incel se han relacionado con otras comunidades de la manosfera, una colección de movimientos masculinistas que incluye también a activistas por los derechos de los hombres, Men Going Their Own Way (MGTOW), artistas del ligue (PUAs) y el movimiento por los derechos de los padres. En 2018, periodistas de The New York Times escribieron que el «celibato involuntario» es una mera readaptación de las ideas de supremacismo masculino y que las comunidades se han convertido en un movimiento «compuesto por personas, algunas célibes, otras no, que creen que las mujeres deberían ser tratadas como objetos sexuales con pocos derechos». El Southern Poverty Law Center (SPLC) también describió la subcultura como «parte del ecosistema supremacista masculino online», y la incluyeron en su lista de grupos de odio en 2018. Paradójicamente, mientras los inceles sostienen que son físicamente inferiores al resto de sociedad, los investigadores han afirmado que también defienden puntos de vista supremacistas, definiéndose como superiores a las mujeres, o los no incel en general. Una investigación de 2019 publicada en la revista Terrorism and Political Violence determinó que los inceles siguen un patrón típico de los grupos extremistas: atribuir valores altamente negativos a los grupos externos y valores positivos al grupo interno, con la inusual consideración de que, a pesar de verse como psicológicamente superiores, se valoran negativamente en términos de atributos físicos.
Aunque en ocasiones se superponen con el resto de grupos de la manosfera, existen desacuerdos entre los inceles y otras comunidades. Por ejemplo, el sitio PUAHate criticaba a los artistas del ligue y entrenadores de citas por estafar y explotar financieramente a los inceles. También se ha observado que las comunidades incel se superponen con grupos de extrema derecha. Escribiendo para la revista Studies in Conflict & Terrorism, Hoffman et al. afirmaron que «una tendencia particularmente preocupante es cuán efectivamente la comunidad militante incel se ha integrado en el tejido de la derecha alternativa, con agravios comunes y membresías entremezcladas que acercan a ambos extremismos».

## Lexicología
Los miembros de las comunidades incel utilizan con regularidad una jerga propia. Los incel a menudo utilizan términos deshumanizantes para referirse a las mujeres, como «femoids»; se refieren a las mujeres sexualmente atractivas como «stacys», a las mujeres menos atractivas como «beckys», a los hombres sexualmente atractivos como «chads» y a las personas que tienen un aspecto promedio y no son incel como «normies». También existen variaciones del término incel para referirse a subgrupos dentro de la comunidad, como «volcel» (célibe voluntario, alguien que elige renunciar a las relaciones sexuales), «fakecel» (aquellos que afirman ser incel, pero han tenido relaciones sexuales o han estado en una relación recientemente), y «truecel» (verdaderos incel; hombres que jamás han tenido encuentros románticos o sexuales). Los incel también utilizan términos peyorativos como «white knight», «cuck» y «simp» para referirse a hombres que discrepan de sus ideales.

## Atentados cometidos por simpatizantesincel
Las comunidades incel han sido criticadas por investigadores y medios de comunicación por ser misóginas, fomentar la violencia, difundir puntos de vista extremistas y radicalizar a sus miembros.
En 2014, en Isla Vista, Elliot Rodger, un joven de 22 años, mató a seis personas (4 hombres y 2 mujeres) e hirió a otras 13 antes de suicidarse. En abril de 2018, en Toronto, Alek Minassian atropelló a peatones causando 10 víctimas mortales (8 mujeres y 2 hombres) y 14 heridos. Ambos participaban habitualmente en foros incel y en ambas ocasiones los crímenes fueron precedidos por mensajes misóginos en Internet. A partir de 2018, la ideología incel se ha descrito crecientemente como una amenaza terrorista. Un ataque de febrero de 2020 también en Toronto, se convirtió en el primer caso de violencia relacionada con la comunidad incel en ser procesada como un acto de terrorismo.
El 17 de junio de 2019, en Dallas, un joven vestido con ropa militar y armado con un rifle ,disparó contra los funcionarios del Palacio de Justicia Earle Cabell, y fue abatido por la policía. El FBI identificó al autor de los disparos como Brian Isaack Clyde, un joven de 22 años aficionado a las armas y supremacista blanco, que podría haber sido reclutado a través de Internet. Una semana antes de realizar el ataque, había publicado un vídeo declarando «the storm is coming», una frase habitual entre los conspiracionistas de QAnon.